# Wanderweg der Deutschen Einheit

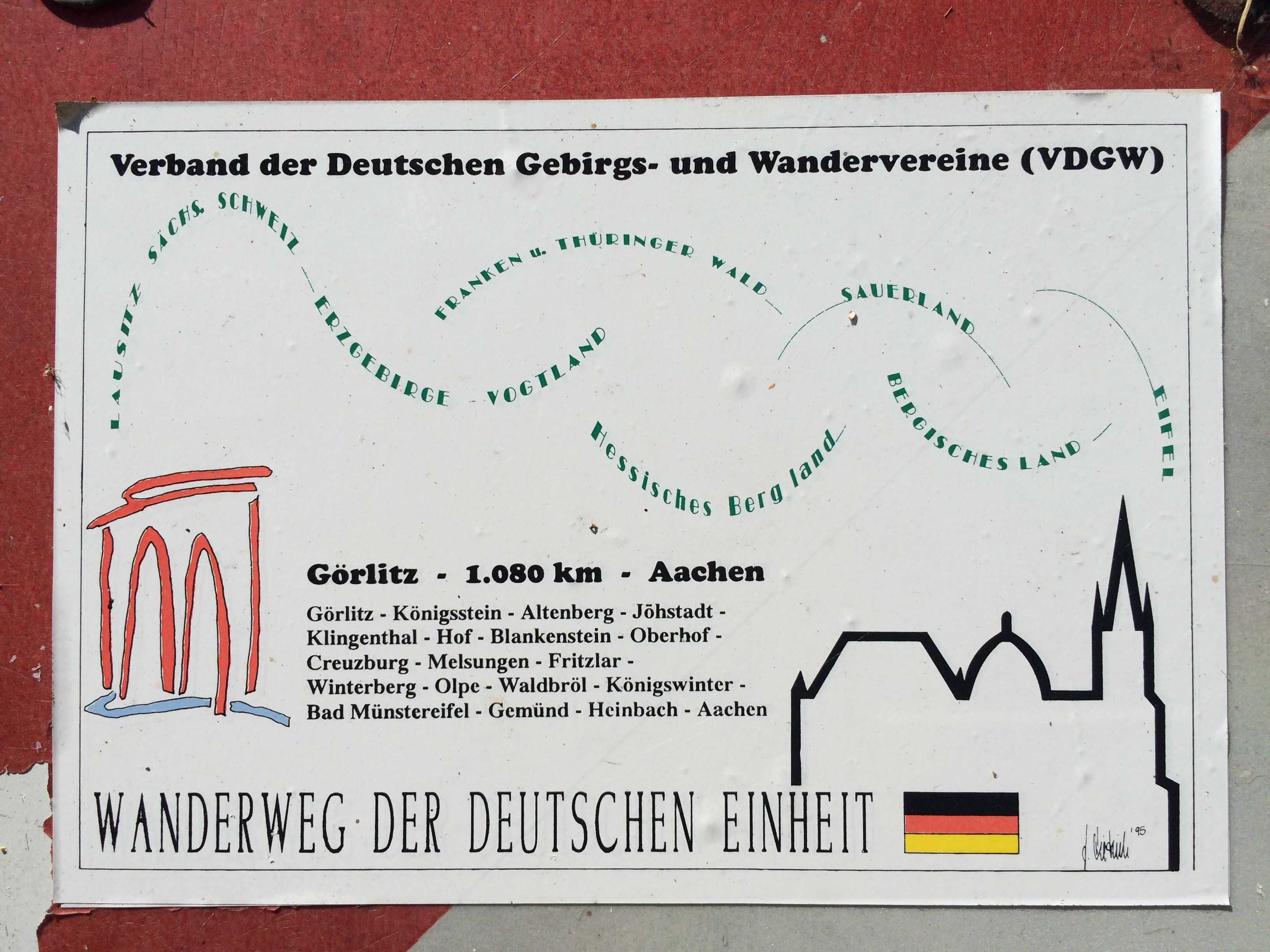

De Wanderweg der Deutschen Einheit is een langeafstandswandelpad in Duitsland. De route is 1080 kilometer lang en loopt van Görlitz naar Aken. Het idee voor het pad in het teken van de Duitse eenwording dateert uit 1990.